# Arpista de Keros
L'arpista de Keros, també anomenat tocador de lira de Keros, és una estatueta de marbre, elaborada per artesans de la civilització ciclàdica una cultura arqueològica de l'edat del coure i del bronze situada en les Cíclades, a la mar Egea, que abasta el període del ciclàdic inicial II, Keros-Siros, del 3000 ae al 2000 ae.

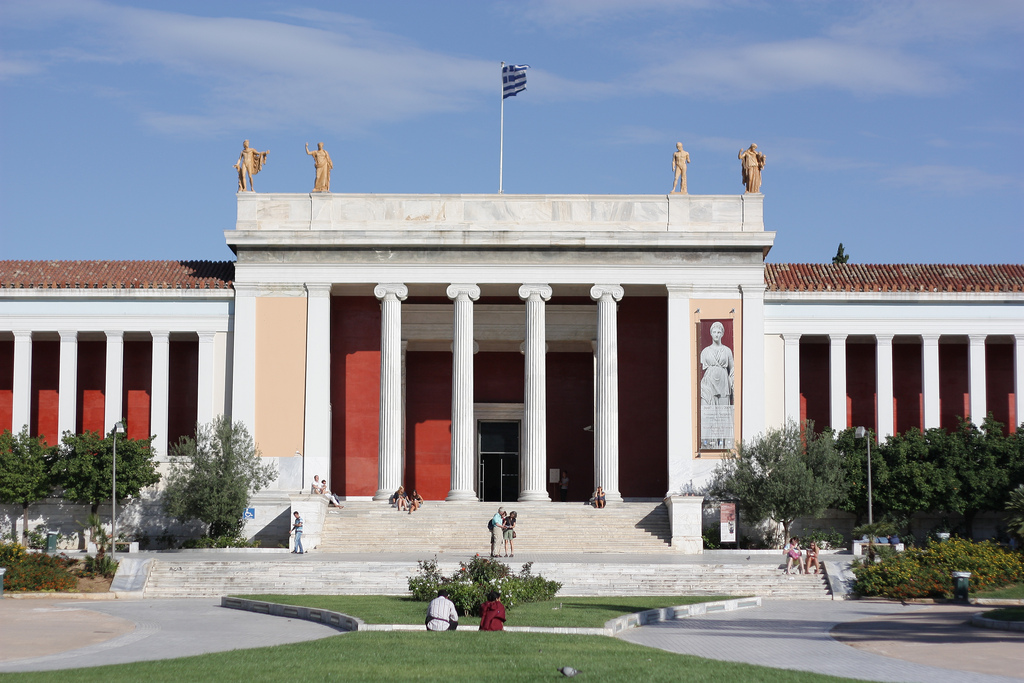
Museu Arqueològic Nacional d'Atenes

La figureta mostra un arpista assegut que està tocant una arpa o lira; se'n desconeix la utilitat: podria ser un exvot o una representació d'un ritual funerari acompanyat de música, probablement d'influència assíria.
L'estatueta s'exhibeix de manera permanent al Museu Arqueològic Nacional d'Atenes (Grècia), amb el núm. d'inventari 3908.